# Зелена бананова хлебарка
Зелените бананови хлебарки (Panchlora nivea) са вид насекоми от семейство Гигантски хлебарки (Blaberidae).
Таксонът е описан за пръв път от Карл Линей през 1758 година.